# William Erastus Upjohn
William Erastus Upjohn (15 de junho de 1853 — 18 de outubro de 1932) foi um médico estadunidense.
Fundador e presidente da indústria farmacêutica Upjohn. Foi denominado pessoa do século, pelo jornal Kalamazoo Michigan.